# Hạt Đại diện Tông tòa Anatolia
Hạt Đại diện Tông tòa Anatolia (tiếng Thổ Nhĩ Kỳ: Anadolu Havarisel Vekilliği; tiếng Latinh: Vicariatus Apostolicus Anatoliensis) là một Hạt Đại diện Tông tòa của Giáo hội Công giáo Rôma có lãnh thổ bao gồm vùng phía đông Anatolia thuộc Thổ Nhĩ Kỳ.
Hạt Đại diện Tông tòa Anatolia không thuộc một Giáo tỉnh nào. Khác với các cơ quan theo nghi lễ Latinh khác, Hạt Đại diện chịu sự quản lí của Bộ Giáo hội Đông phương, đồng thời phụ thuộc trực tiếp vào Tòa Thánh.
Nhà thờ chính tòa của Hạt Đại diện Tông tòa là Nhà thờ chính tòa Thiên sứ truyền tin ở İskenderun. Ngoài ra, Hạt Đại diện còn có một nhà thờ chính tòa đôi là Nhà thờ chính tòa đôi Thánh Antôn thành Padova tại Mersin.

## Thống kê
Đến năm 2020, Hạt Đại diện Tông tòa bao phủ diện tích 450 nghìn km², gồm 6 giáo xứ và hai giáo hội truyền giáo để phục vụ một nghìn người Công giáo Thổ Nhĩ Kỳ và người Công giáo nhập cư từ Syria, Iraq, Iran, Afghanistan, và Pakistan.

## Lịch sử
- Vào ngày 13/3/1845, Hạt Phủ doãn Tông tòa Trabzon được thành lập. Tên được đặt theo vị trí của Hạt Phủ doãn Tông tòa trên Biển Đen thay vì thể hiện lãnh thổ Hạt Phủ doãn Tông tòa quản lí.
- Vào ngày 12/9/1896, Hạt Phủ doãn Tông tòa bị sáp nhập vào Tổng giáo phận Izmir ở vùng phía tây Anatolia.
- Tái thành lập vào ngày 20/6/1931 dưới tên Giáo hội sui iuris Trabzon trên phần lãnh thổ tách ra từ Hạt Đại diện Tông tòa Constantinopolis.[2]
- Vào ngày 30/11/1990, Giáo hội được nâng cấp thành Hạt Đại diện Tông tòa Anatolia[3] và được giao cho một giám mục hiệu tòa quản lí.

## Lãnh đạo
Phủ doãn Tông tòa Trabzon
- Damiano da Viareggio, OFMCap (1845 – 1852)
- Filippo Maria da Bologna, OFMCap (1852 – 1881)
- Eugenio da Modica, OFMCap. (1881 – 12/9/1896)

Trưởng giáo tỉnh Trabzon
- Michele da Capodistria, OFMCap (20/6/1931 – 9/3/1933)
- Giovanni Giannetti da Fivizzano, OFMCap (9/3/1933 – 1955)
- Prospero Germini da Ospitaletto, OFMCap (1955 – 1961)
- Michele Salardi da Novellara, OFMCap (1961 – 1966)
- Giuseppe Germano Bernardini, OFMCap (19/12/1966 – 22/1/1983), sau là Tổng giám mục Izmir

Đại diện Tông tòa Anatolia
- - Giuseppe Germano Bernardini (Giám quản Tông tòa) (30/11/1990 – 2/7/1993).[3]
- Ruggero Franceschini, OFMCap (2/7/1993[4] – 11/10/2004)[5]
- Luigi Padovese, OFMCap (11/10/2004[5] – 3/6/2010)
  - Ruggero Franceschini (Giám quản Tông tòa) (12/6/2010 – 14/8/2015)
- Paolo Bizzeti, SJ (14/8/2015[6][7] – hiện tại)